# Longdale
Longdale és un poble dels Estats Units a l'estat d'Oklahoma. Segons el cens del 2000 tenia 310 habitants.

## Demografia
Segons el cens del 2000, Longdale tenia 310 habitants, 114 habitatges, i 81 famílies. La densitat de població era de 460,4 habitants per km².
Dels 114 habitatges en un 30,7% hi vivien nens de menys de 18 anys, en un 59,6% hi vivien parelles casades, en un 6,1% dones solteres, i en un 28,1% no eren unitats familiars. En el 27,2% dels habitatges hi vivien persones soles el 13,2% de les quals corresponia a persones de 65 anys o més que vivien soles. El nombre mitjà de persones vivint en cada habitatge era de 2,72 i el nombre mitjà de persones que vivien en cada família era de 3,22.
Per edats la població es repartia de la següent manera: un 31,3% tenia menys de 18 anys, un 9,7% entre 18 i 24, un 22,6% entre 25 i 44, un 18,1% de 45 a 60 i un 18,4% 65 anys o més.
L'edat mediana era de 33 anys. Per cada 100 dones de 18 o més anys hi havia 99,1 homes.
La renda mediana per habitatge era de 19.000 $ i la renda mediana per família de 22.500 $. Els homes tenien una renda mediana de 27.813 $ mentre que les dones 16.250 $. La renda per capita de la població era de 9.744 $. Entorn del 23,3% de les famílies i el 23,1% de la població estaven per davall del llindar de pobresa.

## Poblacions més properes
El següent diagrama mostra les poblacions més properes.